# Damien Rice

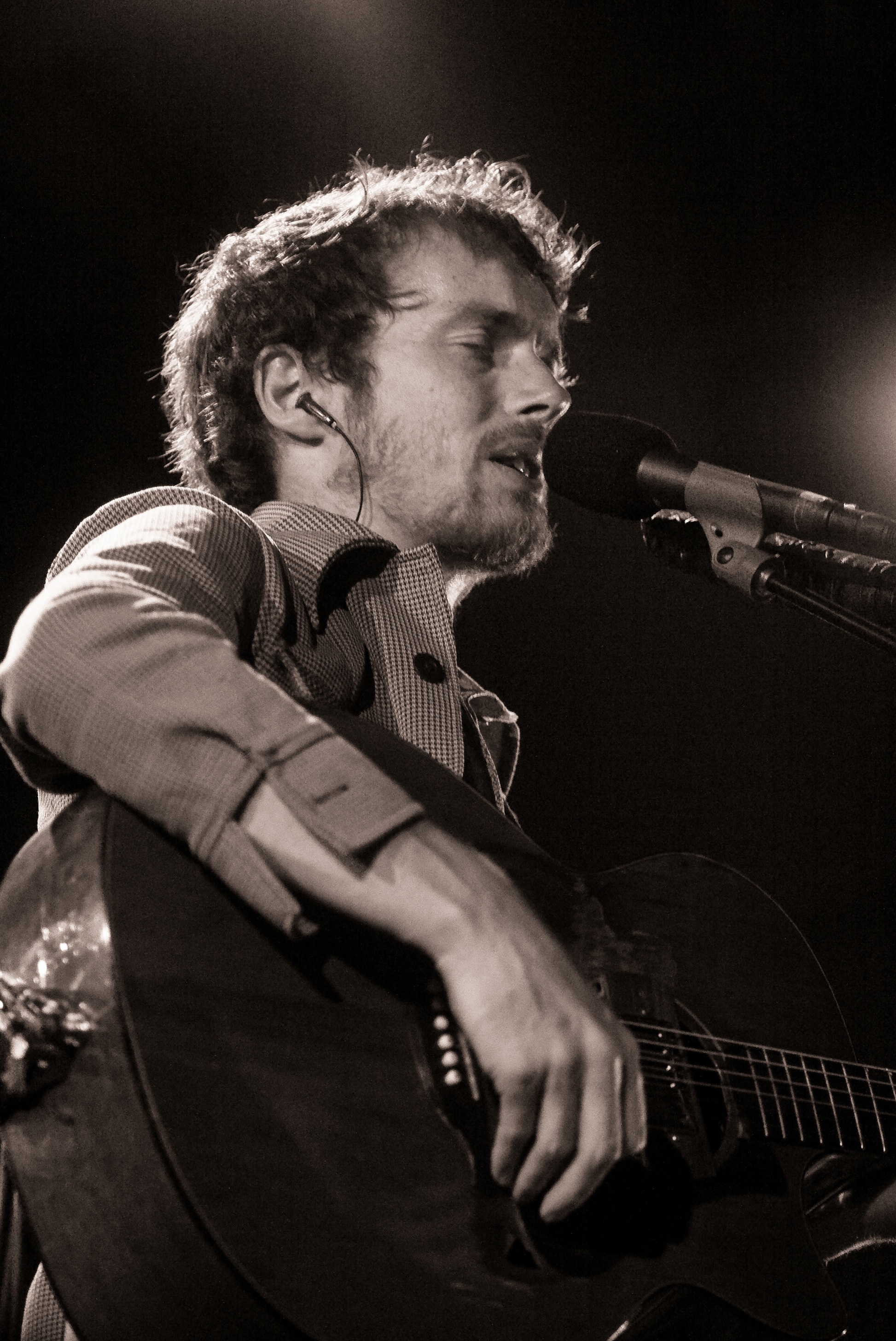
Damien Rice uppträder i Italien 2007.

Damien Rice, född 7 december 1973, är en irländsk musiker som brukar räknas in i singer/songwriter-facket. Hans debutalbum O blev en kritikermässig succé när det kom ut 2002.

## Biografi
Damien föddes i Dublin av George och Maureen Rice men växte upp i Celbridge, County Kildare, ungefär två och en halv mil utanför Dublin. Hans första album O är tillägnat hans vän Mic Christopher, en irländsk musikartist som gick bort den 29 november 2001.
Damien Rice är vegetarian sedan tonåren.

## Diskografi

### Studioalbum
- O (Februari 2002)
- 9 (November 2006)
- My Favourite Faded Fantasy (2014)

### EP
- Live From the Union Chapel (EP), 2003
- B-Sides (EP)

### Singlar
- "The Blower's Daughter", september 2001, #27 UK
- "Cannonball", maj 2002, #32 (Original Release), #19 (Re-Release) UK
- "Volcano", oktober 2002, #29 UK
- "Woman Like a Man", mars 2003
- "Lonelily" (Vinyl Only), april 2004
- "Lonely Soldier" (Featuring Christy Moore), juni 2004
- "Unplayed Piano", juni 2005, #24 UK
- "9 Crimes", november 2006
- "Rootless Tree", (19 februari 2007)

### TV-framträdanden
- David Letterman (13 juni 2003, 14 april 2004)
- Jay Leno (7 oktober 2003, 3 december 2004, 9 november 2006)
- Carson Daly (15 september 2003)
- Conan O'Brien (22 juli 2003)
- Austin City Limits (16 oktober 2004)
- Nobel Peace Prize Concert (11 december 2005)
- Later With Jools Holland (10 november 2006)

### Samarbeten
- Be Yourself, Jerry Fish och the Mudbug Club (September 2002)
- Skylarkin', Mic Christopher (November 2002)
- Burn the Maps, The Frames (September 2004)
- The Beekeeper, Tori Amos (Februari 2005)
- Don't Explain, Herbie Hancock, Lisa Hannigan (Augusti 2005)
- Live At The Olympia Aslan (2005 - officiell bootleg)
- The Swell Season, Glen Hansard (April 2006)